# Warrego (Schiff, 1940)
Die HMAS Warrego (II) war das zweite nach dem Warrego River benannte Schiff der Royal Australian Navy und eine Sloop der Grimsby-Klasse, die während des Zweiten Weltkriegs und in der Nachkriegszeit bis 1960 im Einsatz war. Als Sloop bezeichnete die Royal Navy recht langsame, vorwiegend zur U-Bootbekämpfung bestimmte Geleitschiffe. Sloops zeichneten sich gegenüber den Korvetten und Geleitzerstörern durch eine größere Reichweite aus, weshalb sie dazu prädestiniert waren, Konvois auch in entlegenen Gebieten zu begleiten.

## Geschichte

### Zweiter Weltkrieg
Die Warrego wurde am 10. Mai 1939 in den Cockatoo Island Dockyards, Sydney auf Kiel gelegt und fast ein Jahr nach Kriegsbeginn am 15. August 1940 von der australischen Marine in Dienst gestellt. Die ersten anderthalb Jahre war sie das Flaggschiff der 20. Minenräumflottille, welche die Gewässern um die australische Südküste von feindlichen Seeminen freihalten sollte. Mehrere deutsche Hilfskreuzer, wie die Pinguin, hatten dort im Oktober und November 1940 Minenfelder gelegt. Diese Aufgabe dauerte bis zum 3. Dezember 1941, dann wurde die Warrego aufgrund des sich abzeichnenden Ausbruchs des Pazifikkriegs nach Norden verlegt, erst nach Port Moresby, dann nach Darwin, wo sie am 9. Januar 1942 eintraf.
Von Darwin aus wurde die Sloop hauptsächlich zur U-Boot-Jagd und als Geleitschutz für Konvois eingesetzt, die Nachschub für die alliierten ABDA-Streitkräfte transportierten, die den japanischen Vormarsch in Südostasien aufhalten sollten. Ihre erste Feindberührung hatte die Warrego als Teil des Geleitschutzes für einen Konvoi nach Kupang, der dringend benötigte Verstärkung für die Verteidigung von Timor geladen hatte, unter anderem ein australisches Pionierbataillon und ein Artilleriebataillon der US Army. Der Geleitschutz war entsprechend groß, neben der Warrego der schwere Kreuzer Houston, der Zerstörer Peary und die Sloop Swan, ein Schwesterschiff der Warrego. Der Konvoi wurde am 16. Februar von 54 japanischen Flugzeugen angegriffen. Es gab im Konvoi zwar nur leichte Schäden durch Nahtreffer, aber aufgrund der Heftigkeit des Angriffs und da bis zum Erreichen von Kupang mit weiteren schweren Angriffen zu rechnen war, sah sich der Konvoi gezwungen, nach Darwin zurückzukehren. Drei Tage später lag die Warrego daher im Hafen von Darwin, als die Maschinen von vier Flugzeugträgern des Kidō Butai die Stadt am 19. Februar angriffen. Bei dem Luftangriff auf Darwin entstand schwerer Schaden in der Stadt, zahlreiche Schiffe wurden versenkt oder beschädigt, darunter auch die vier Transporter des Konvois und die Peary, die nach fünf Treffern sank. Die Warrego selbst hatte Glück und wurde nicht beschädigt. Sie lief danach Sydney an, wo sie bis Ende Mai 1942 neu ausgerüstet wurde.
Nach ihrer Umrüstung wurde die Sloop in das Gebiet von Port Moresby geschickt. Neben U-Boot-Abwehr-Patrouillen war ihr Hauptaufgabe das Eskortieren von Konvois zwischen Neuguinea und Australien. Diese Aufgabe erfüllte sie bis Mitte 1944, unterbrochen von einer längeren Überholung des Schiffes in Brisbane von Juni bis September 1943. Der einzige Feindkontakt, den sie dabei hatte, war der ergebnislose Angriff eines vereinzelten japanischen Flugzeugs am 23. Februar 1943. Schließlich wurde die Warrego im Dezember den alliierten Seestreitkräften zugeteilt, die im Januar 1945 als Teil der Rückeroberung der Philippinen die Landung auf Luzon durchführten. Bis Mai 1945 führte die Warrego in den Philippinen Geleitschutz- und Erkundungsmissionen durch. Danach kehrte sie wieder in das Gebiet von Neuguinea zurück; sie beschoss unter anderem im Juni Wewak zur Unterstützung der dort kämpfenden australischen Bodentruppen und nahm im Juli an der Rückeroberung Borneos durch die Alliierten teil. Zum Zeitpunkt der Kapitulation Japans befand sich die Sloop in Sydney zur Überholung.

### Nachkriegszeit
In der unmittelbaren Nachkriegszeit war die Warrego in den Gewässern um Borneo im Einsatz, im Dezember 1945 kehrte sie dann nach Australien zurück und wurde hauptsächlich für Erkundungsaufgaben in den Gewässern um Australien eingesetzt. So erkundete sie beispielsweise 1951 die Montebello-Inseln als Teil der Vorbereitungen für die Operation Hurricane, den ersten Kernwaffentest Großbritanniens 1952. Im Juni 1960 nahm sie vor Mackay (Queensland) an den Such- und Bergungsoperationen für eine abgestürzte Fokker F-27 der Trans Australia Airlines teil.
Am 15. August 1960 wurde die Warrego außer Dienst gestellt und 1966 verschrottet.